# Olho d'Água (Paraíba)
Pour les articles homonymes, voir Olho d'Água.
Olho d'Água est une ville brésilienne de l'ouest de l'État de la Paraíba.
Sa population était estimée à 7 450 habitants en 2007. La municipalité s'étend sur 596 km2.